# Ортон
Орто́н (рос. Ортон) — селище у складі Міждуріченського міського округу Кемеровської області, Росія.

## Населення
Населення — 658 осіб (2010; 717 у 2002).
Національний склад (станом на 2002 рік):
- росіяни — 65 %
- шорці — 27 %